# Philippodamias
Philippodamias är ett släkte av fjärilar. Philippodamias ingår i familjen nattflyn.
Kladogram enligt Catalogue of Life:
| Philippodamias | \| \| Philippodamias claggi \| \| \| \| \| \| Philippodamias jocelyna \| \| \| \| |
|                | \| \| Philippodamias claggi \| \| \| \| \| \| Philippodamias jocelyna \| \| \| \| |
|                | Philippodamias claggi                                                             |
|                |                                                                                   |
|                | Philippodamias jocelyna                                                           |
|                |                                                                                   |